# Tycho (Musiker)
Tycho (* 7. Februar 1977 in Sacramento, Kalifornien; mit bürgerlichem Namen Scott Hansen) ist ein US-amerikanischer Musikproduzent, Komponist, Songwriter, Grafiker und zugleich Leadmusiker des gleichnamigen Musikprojektes im Bereich der Ambient- und Chillwavemusik.

## Biografie
Scott Hansen wurde in einem Vorort von Sacramento geboren und wuchs dort auf. Nach seinem Schulabschluss 1994 begann Hansen ein Informatikstudium an der California State University in Sacramento, welches er jedoch nach zwei Jahren abbrach. Danach ging er nach San Francisco und studierte an der University of San Francisco. Nach nur wenigen Monaten brach Hansen das Studium abermals ab und zog wieder zurück in seine Heimatstadt Sacramento. 2006 bewarb er sich in San Francisco um einen Job in einem Designunternehmen.
2004 veröffentlichte Hansen sein erstes von ihm produziertes Studioalbum Sunrise Projector, das zwei Jahre später unter dem Titel Past Is Prologue vom Label Merck Records erschien. Von diesem Album brachte Hansen 2007 noch eine gleichnamige EP und 2010 ein Reissue-Album heraus. Das Musiklabel Ghostly International bewertete das Album positiv.
2010 wurde Hansen auf die vier Musiker Zac Brown, Rory O’Connor, Billy Kim und Joe Davancens aufmerksam. Diese beschlossen zusammen mit Hansen, eine Band zu gründen. Das künftige Musikprojekt wurde wie der Künstlername von Hansen Tycho genannt. Seit seiner Tournee durch die Vereinigten Staaten am 9. Juli 2010 treten Brown, O’Connor, Kim und Davancens als Live-Barebacking-Artists auf, während Hansen als Leadgitarrist tätig ist. Joe Davancens, der bis dahin Gitarre, Keyboard und Synthesizer gespielt hatte, verließ das Musikprojekt nach einigen Monaten wieder, um sich auf seine Karriere als Solomusiker zu konzentrieren.
Am 8. November 2011 erschien das zweite Studioalbum Dive.  In den US-Billboard Dance Charts erreichte es Platz 22 sowie Platz 39 in den US-Billboard Top Heatseekers.
Am 8. März 2014, brachte Hansen unter Ghostly International sein drittes Studioalbum Awake heraus. Dieses konnte sich sowohl in den Vereinigten Staaten als auch in europäischen Ländern wie Belgien oder Großbritannien in den Charts platzieren. Von diesem Album erschien ein im Januar 2016 veröffentlichtes Mixtape unter dem Namen Awake Remixes. 2016 kam das vierte Album Epoch heraus, welches ebenfalls unter dem Label Ghostly International produziert und der Öffentlichkeit vorgestellt wurde. Epoch stieg auf den ersten Platz der US-Billboard Dance Charts und wurde bei den Grammy Awards 2017 für das
Best Dance/Electronic Album nominiert.
2019 erschien das Album Weather, bei dem Hansen teilweise mit der Künstlerin Hannah Cottrell arbeitet, deren Gesang vom Online-Radiosender ByteFM als Unterstreichung der „stilvollen Spannungsbögen“ des Albums beschrieben wurde.

## Stil
Hansens Lieder und musikalischen Klänge zeichnen sich durch eine Kombination aus Downtempo-Vintage-Style und Melodien im Stil des Ambient aus. Hierzu setzt er auch oft gekonnt Synthesizer ein. Seinen Musikstil beschreibt Hansen selbst als „organisch“ und „flüssig“. Häufig baut er auch einfache Klangelemente und Geräusche, wie z. B. Regen, Gewitter, menschliche Konversationen oder das Atmen von Lebewesen mit ein. Sein Musikstil wird meist verglichen mit dem von DJ Shadow, Ulrich Schnauss und der Band Boards of Canada.
Hansen ist nebenbei auch bekannt für seine farbfrohen, abstrakten und melancholischen Fotografien und Drucke, welche er unter dem Künstlernamen ISO50 häufig für seine Alben- und Singlecover anfertigt und verwendet.

## Diskografie
Alben
- 2004: Sunrise Projector
- 2006: Past Is Prologue
- 2011: Dive
- 2014: Awake
- 2016: Epoch
- 2019: Weather
- 2020: Simulcast
- 2024: Infinite Health

EPs
- 2002: The Science Of Patterns
- 2013: Fragments / Ascension (in Zusammenarbeit mit der Band Thievery Corporation)

Singles
- 2006: Dictaphone's Lament
- 2007: The Daydream / The Disconnect
- 2008: Adrift / From Home
- 2009: Coastal Brake
- 2011: Hours
- 2012: Dive
- 2013: Awake
- 2014: Montana
- 2014: Spectre
- 2014: See
- 2016: Division
- 2016: Epoch
- 2017: See (feat. Beacon)
- 2018: Jetty
- 2019: Easy
- 2019: Pink & Blue

Remixes
- 2011: Little Man von Little Dragon
- 2013: I Take Comfort In Your Ignorance von Ulrich Schnauss
- 2013: Fragments von Thievery Corporation
- 2014: Inside Out von Spoon
- 2016: The Ghosts Of Beverly Drive von Death Cab for Cutie
- 2016: Bad Love von Sway Clarke
- 2017: Alaska von Maggie Rogers
- 2018: Across the Room von Odesza
- 2018: Live In The Moment (Tycho Sunset Remix) (feat. Portugal & The Man)
- 2018: Horizon (Poolside Remix) (feat. Poolside)